# Kingdonella wardi
Kingdonella wardi är en insektsart som beskrevs av Boris Petrovich Uvarov 1933. Kingdonella wardi ingår i släktet Kingdonella och familjen gräshoppor. Inga underarter finns listade i Catalogue of Life.